# Y Ninh (thành phố cấp huyện)
Y Ninh (Uyghur: غۇلجا شەھىرى‎, ULY: Ƣulja Xəh̡iri, UPNY:  Ghulja Shehiri?; Kazakh: قۇلجا; giản thể: 伊宁市; phồn thể: 伊寧市; bính âm: Yīníng Shì), cũng gọi là Ghulja hay Kulja (theo tên tiếng Uyghur), là thành phố cấp huyện, thủ phủ của Châu tự trị dân tộc Kazakh - Ili (Y Lê), khu tự trị Tân Cương, Trung Quốc. Y Ninh là thành phố chính của châu tự trị và cũng là một trung tâm kinh doanh nông nghiệp, thương mại của khu vực thung lũng Ili. Thành phố từng là một trung tâm mua bán trà và gia súc và hiện vẫn có một khu vực chăn nuôi gia súc có diện tích đáng kể. Ngoài ra, Y Lê còn phát triển nghề trồng cây ăn quả. Các tài nguyên khoáng sản chính của thành phố là quặng sắt, than và uranium.

### Nhai đạo
| - Tát Y Bố Y (萨依布依街道) - Đôn Mãi Lý (墩买里街道) - Y Lê Hà lộ (伊犁河路街道) - Khách Tán Kỳ (喀赞其街道) | - Đô Lai Đề Ba Cách (都来提巴格街道) - Quỳnh Khố Lặc Khắc (琼库勒克街道) - Ngải Lan Mộc Ba Cách (艾兰木巴格街道) - Giải Phóng Lộ (解放路街道) |

### Trấn
- Ba Ngạn Đại (巴彦岱镇)

### Hương
| - Anh Dã Nhĩ (英也尔乡) - Hán Tân (汉宾乡) - Tháp Thập Khố Lặc Khắc (塔什库勒克乡) - Cáp Nhĩ Đôn (哈尔墩乡) | - Thác Cách Lạp Khắc (托格拉克乡) - Khắc Bá Khắc Vu Tư (克伯克于孜乡) - Phan Tân (潘津乡) - Đạt Đạt Mộc Đồ (达达木图乡) |